# Grenville (Nuovo Messico)
Grenville è un villaggio degli Stati Uniti d'America, situato nello stato del Nuovo Messico, nella contea di Union.